# 空運牌照局
空運牌照局（英語：Air Transport Licensing Authority）是根據香港的《空運（航空服務牌照）規例》第448A章成立的獨立香港公營機構。其職權是根據上述規例審批香港航空公司經營定期航班服務的牌照申請。香港的航空公司須向該局申請牌照，才能經營往返香港的定期乘客、貨物或郵件航班，如無相關牌照，則只能經營非定期的包機航班；外國航空公司則須向民航處申請。現任主席是馮庭碩。

## 歷任主席
- 黃福鑫（2004年－2006年7月31日）
- 廖長城（2006年8月1日－2012年7月31日）
- 鄭若驊（2012年8月1日－2018年1月5日）
- 何沛謙（2018年1月8日－2022年1月7日）
- 馮庭碩（2022年1月8日－）

## 外部連結
- 空運牌照局 （页面存档备份，存于）
- 香港民航面面观 （页面存档备份，存于）
- 梁粉入空運牌照局 （页面存档备份，存于）
- 港政府委任空运牌照局成员 廖长城续任主席 （页面存档备份，存于）